# Johann Andreas Ziegler
Johann Andreas Ziegler, né le 11 juillet 1749 à Meiningen, duché de Saxe-Meiningen, et mort le 18 mars 1802 à Vienne, est un peintre, védutiste et graveur sur cuivre.

## Biographie
D'un milieu modeste, Ziegler est le fils du maître cordonnier Johann Wolfgang Ziegler. Franz Josef Graf Thun (1734–1800), qu'il servit initialement comme page, lui permet d'étudier à l'Académie des beaux-arts de Vienne à partir de 1769 grâce aux liens qu'entretient Thun avec les francs-maçons viennois. Il voyage à travers l'Autriche et peint principalement des paysages. La série vedute « Collection de 50 vues de la ville de Vienne », qu'il crée sous la direction de Carl Schütz avec Laurenz Janscha de 1779 à 1798 et qui est éditée par Artaria, le fait connaître du public. Ses gravures sur cuivre étaient largement diffusées. Il se suicide en 1802.

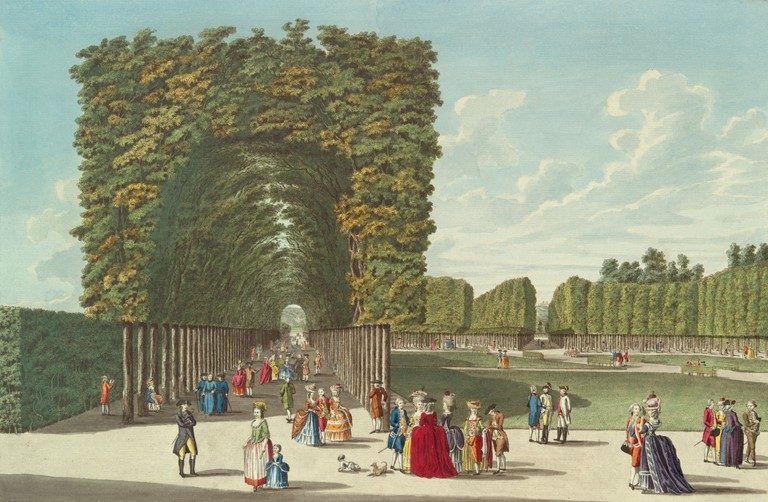
Une partie de l'Augarten, gravure sur cuivre coloriée à la main, 1783.
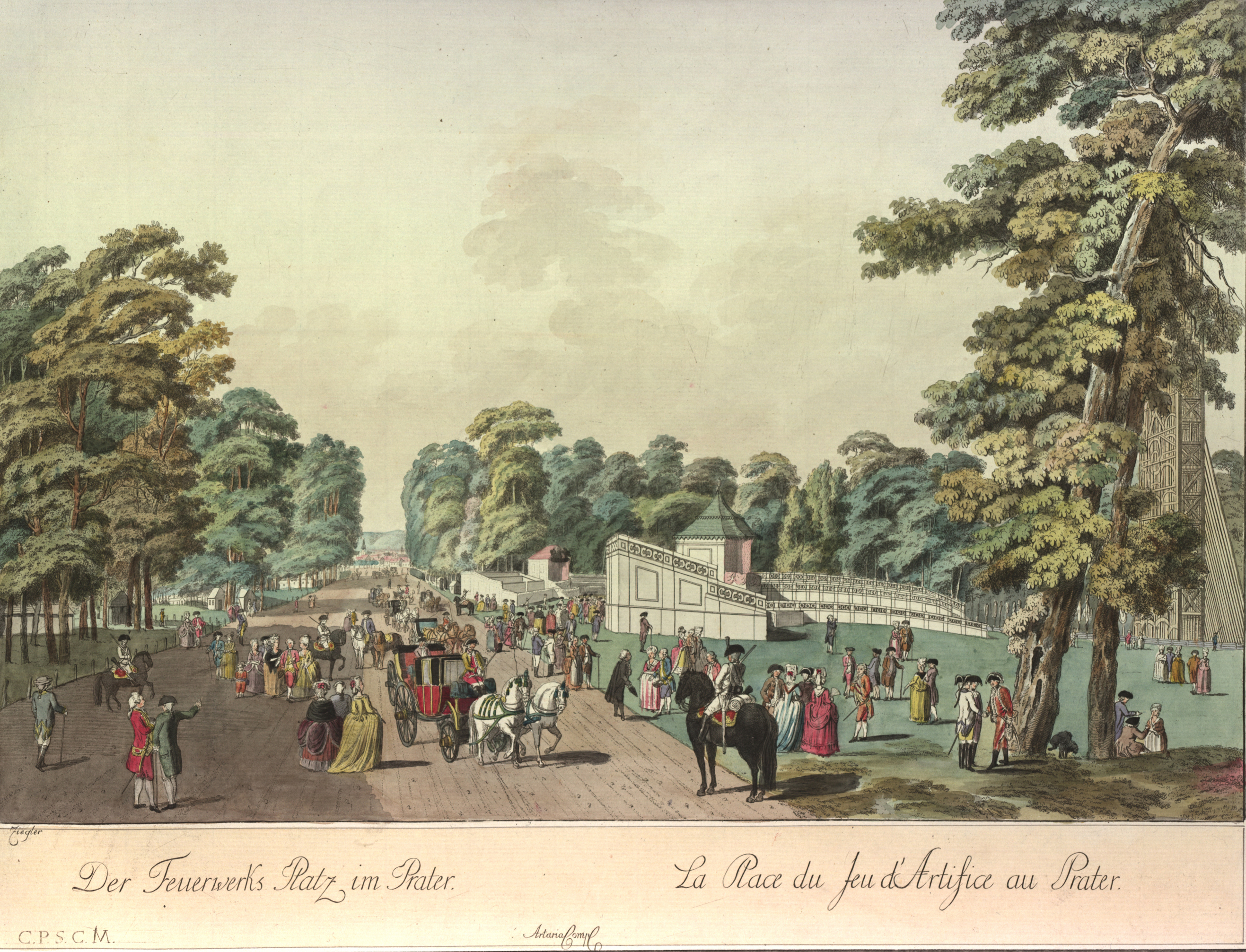
La Place des feux d'artifice dans le Prater, gravure sur cuivre coloriée, vers 1783.
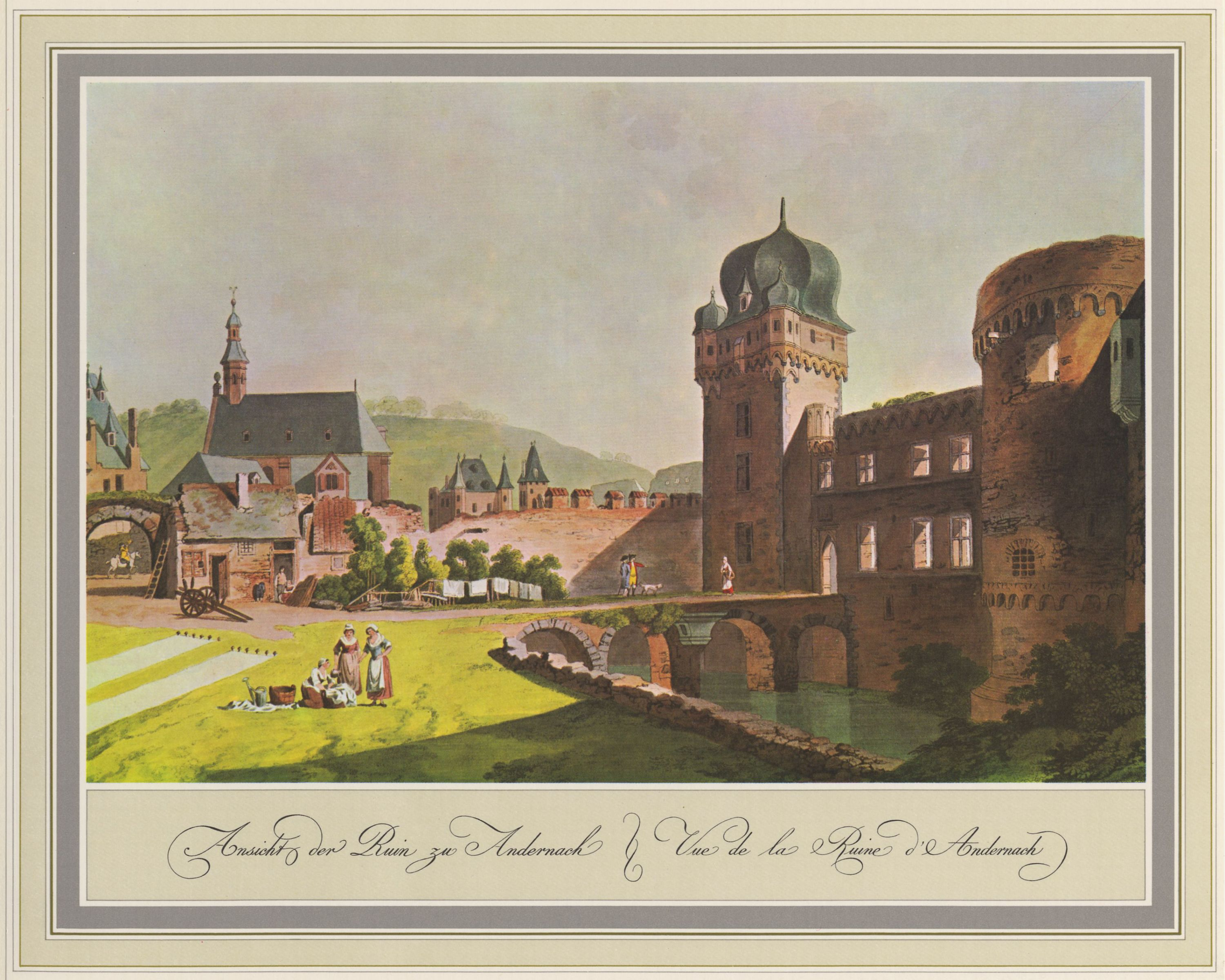
Ruines du château d'Andernach avec la tour poudrière à droite, 1792.